# Douglas Pereira dos Santos
Douglas Pereira dos Santos, mer känd som bara Douglas, född 6 augusti 1990 i Monte Alegre de Goiás, är en brasiliansk tidigare fotbollsspelare som spelade som högerback.

## Karriär
I augusti 2017 lånades Douglas ut till Benfica på ett låneavtal över säsongen 2017/2018. I juli 2018 lånades han ut till Sivasspor på ett låneavtal över säsongen 2018/2019.
I juli 2019 värvades Douglas av Beşiktaş, där han skrev på ett treårskontrakt.

## Meriter

### Goiás
- Campeonato Goiano: 2009

### São Paulo
- Copa Sudamericana: 2012
- Eusébio Cup: 2013

### FC Barcelona
- La Liga: 2014/2015, 2015/2016
- UEFA Champions League: 2014/2015
- Spanska cupen: 2014/2015, 2015/2016
- Spanska supercupen: 2016
- UEFA Super Cup: 2015
- VM för klubblag: 2015